# Autostrada 400
Autostrada 400 (ang. Highway 400, fr. Autoroute 400) – autostrada w Kanadzie, w prowincji Ontario. Przebiega od Toronto, przez Barrie do Parry Sound. Długość wynosi 209 km. Do 2017 ma zostać przedłużona do Greater Sudbury.